# سبد ذو الأجنحة الشريطية
السبد شريطي الأجنحة أو السبد شريطي الأجنحة الأكبر (الاسم العلمي: Systellura longirostris) هو نوع من السبد من فصيلة السبدية. وهي منتشرة على نطاق واسع في أمريكا الجنوبية، حيث توجد في جبال الأنديز، وسلسلة السواحل الفنزويلية، وجبال سييرا نيفادا، وجبل تبوي، ومعظم تشيلي، والأرجنتين، وباراغواي، وأوروغواي، وشرق البرازيل. ويتواجد في مجموعة واسعة من الموائل، بدءًا من حافة الغابات الجبلية الرطبة وحتى الشجيرات شبه الصحراوية وأسطح المنازل الحضرية.